# Ganjun
Ganjun (kinesiska: 甘浚) är en köping i nordvästra Kina. Den ligger i stadsdistriktet Ganzhou i staden Zhangye i provinsen Gansu, omkring 460 kilometer nordväst om provinshuvudstaden Lanzhou. Antalet invånare är 21 498. Befolkningen består av 10 489 kvinnor och 11 009 män. Barn under 15 år utgör 17,0 %, vuxna 15-64 år 75 %, och äldre över 65 år 6,0 %.